# Băhrinești
Băhrinești – miejscowość i gmina w Mołdawii, w rejonie Florești. W 2014 roku liczyła 1958 mieszkańców. Położona jest nad rzeką Reut.